# 楊鐸 (萬曆進士)
楊鐸（1575年—1613年），原名俞廷讓，字斯覺，号觉斯，浙江嘉興府嘉興縣人，民籍，明朝政治人物。

## 生平
萬曆十年（1582年）壬午科浙江鄉試第六十名舉人，改姓名楊鐸，三十八年（1610年）中式庚戌科會試第二百二十七名，三甲第二十四名進士。吏部觀政，授吉安府推官，四十一年（1613年）考察罷職歸里，同年病卒。

## 軼事
談遷《棗林雜俎》載楊鐸臥病於家，夢中懇求對門易鐸代死之事。

## 家族
曾祖楊桂；祖父楊燁；父楊孟暘，母張氏。兄楊鑾、楊鎮，弟楊鎌。子楊德濂。